# Chiloscyphus chinnarensis
Chiloscyphus chinnarensis là một loài Rêu trong họ Lophocoleaceae. Loài này được Manju, K.P.Rajesh & Madhusoodanan mô tả khoa học đầu tiên năm 2011.